# آرتور سیلویرا دا موتا
آرتور سیلویرا دا موتا (انگلیسی: Artur Silveira da Mota, Baron of Jaceguai; ۲۶ مهٔ ۱۸۴۳ – ۶ ژوئن ۱۹۱۴) فرد نظامی اهل برزیل بود.